# جيرالد فيتزجيرالد
جيرالد فيتزجيرالد (بالإنجليزية: Gerald Fitzgerald)‏ هو قسيس أمريكي، ولد في 29 أكتوبر 1894 في فرامينغهام في الولايات المتحدة، وتوفي في 28 يونيو 1969.

## الحياة الشخصية
وُلد فيتزجيرالد في فرامنغهام بولاية ماساتشوستس لأبوين مايكل إدوارد وماري إليزابيث براسيل فيتزجيرالد. كان الابن الثاني من بين ثمانية أبناء. تخرج من مدرسة ويموث الثانوية، وبعدها التحق بكلية بوسطن. في عام 1916، التحق فيتزجيرالد مدرسة القديس يوحنا في برايتون، ماساتشوستس، وفي 21 مايو 1921، بدأ خدمته ككاهن رعية في أبرشية الروم الكاثوليك في بوسطن حيث خدم لمدة 12 عامًا. قام بأول مهنة للنذور في 8 ديسمبر 1934، وفي عام 1936، تم تعيين فيتزجيرالد رئيسًا للمعهد الإكليريكي. 